# Bandurria
Een bandurria is een mandoline-achtig snaarinstrument afkomstig uit Spanje. Het instrument is gestemd in kwarten, en wordt bespeeld met een plectrum.

## Geschiedenis
De oorsprong van de naam bandurria is de oude Soemerische naam pan-tur, de naam van hun snaarinstrument zo een 4000 jaar geleden. In het Latijn werd de naam pandura. Het instrument werd door de Romeinen verspreid in Zuid-Europa.
In de Middeleeuwen nog met drie snaren, 4 snaren in de Renaissance en 5 dubbele snaren in de barokperiode (met plectrum bespeeld) werd het de Spaanse tegenhanger van de Milanese mandoline met 6 dubbele darmsnaren. Alleen de vorm van de klankkast is anders, de bandurria heeft niet die bolle rug van de mandoline maar een platte rug zoals bij de gitaar. De bandurria is meegeëvolueerd met de tijd en kreeg er in de 19e eeuw nog een zesde paar snaren bij. Ook werden de darmsnaren vervangen door metalen snaren. Er zijn ook heel wat instrumenten gemaakt geweest met zes enkele snaren net zoals bij de Milanese mandoline.
De laatste verbeteringen dateren van begin 1900 en werden door de befaamde gitaarbouwer José Ramiréz gerealiseerd (Calvete-model). De bandurria is vandaag nog steeds vrij populair in de volksmuziek, niet alleen in Spanje zelf maar ook op de Filipijnen en in sommige Latijns-Amerikaanse landen. De speelwijzen zoals ze in de volksmuziek gangbaar zijn, zijn wel enigszins anders dan de klassieke speeltechnieken zoals ze onderwezen worden in de academies, onder andere het Conservatorio Superior de Música del Liceo in Barcelona.
De gebruikelijke stemming is in kwarten (van laag naar hoog)
g# - c# - f# - b - e - a
Een hele toon lager wordt ook wel gebruikt:
f# - b - e - a - d - g